# Yoshitaka Kageyama
Yoshitaka Kageyama (japanisch 影山 由高 Kageyama Yoshitaka; * 31. März 1978 in der Präfektur Tokio) ist ein ehemaliger japanischer Fußballspieler.

## Karriere
Kageyama erlernte das Fußballspielen in der Schulmannschaft der Azabu University Fuchinobe High School. Seinen ersten Vertrag unterschrieb bei den Toho Titanium SC. 2001 wechselte er zum Zweitligisten Ventforet Kofu. Für den Verein absolvierte er 44 Ligaspiele. 2004 wechselte er zum Drittligisten Sagawa Printing. Für den Verein absolvierte er 23 Ligaspiele. Ende 2004 beendete er seine Karriere als Fußballspieler.